# Thierry Alla
Pour les articles homonymes, voir Alla.
Thierry Alla, né le 24 mars 1955 à Alger et mort le 13 février 2023 à Fronsac, est un compositeur et musicologue français.

## Biographie
Après des études de musicologie à l'université de Tours (CAPES, maîtrise), sous la direction de Jean-Michel Vaccaro, il entreprend des études au Conservatoire à rayonnement régional de Bordeaux ou il obtient en 1988 un 1er prix de composition musicale à l'unanimité (classe de Michel Fusté-Lambezat), en 1989, la médaille d'honneur de la ville de Bordeaux pour son œuvre Concerto-Étoiles, et en 1993, un premier prix de composition électroacoustique (classe de Christian Eloy). Il suit en 1990 les cours internationaux de Darmstadt, ainsi que des cours de composition au Conservatoire de Paris en tant qu’auditeur (classe d'Alain Bancquart). Après l'obtention d'un DEA sous la direction de Danièle Pistone à l'université Paris-Sorbonne, il soutient en 2005 une thèse de doctorat sur la musique de Tristan Murail à l'université de Rouen, sous la direction de Pierre-Albert Castanet. Sa thèse : Tristan Murail, la couleur sonore, est publiée aux Éditions Michel de Maule (Paris).
Professeur agrégé, il a enseigné l'histoire de la musique, l'analyse et l'informatique musicale au collège René Princeteau de Libourne,au
lycée Camille-Jullian de Bordeaux et à la Faculté de musicologie de l'université Bordeaux 3.
En tant que musicologue, il publie des articles sur la musique spectrale (Scelsi, Grisey, Murail). Il a obtenu plusieurs commandes d'État et ses œuvres sont régulièrement créées en France et à l’étranger (États-Unis, Allemagne, Espagne, Australie, Slovénie, Irlande, Chine, Canada, Thaïlande…).

## Œuvres
- Offrande (2022) pour saxophone alto solo. (Ed. Billaudot)
- L'eau pure (2018) pour flûte, saxophone, piano et célesta.
- Océan (2018) pour orchestre d'harmonie
- In Darkness (2017) pour guitare électrique, guitare basse, saxophone, piano, percussion et     électroacoustique.
- Stress (2015) pour flûte, saxophone, piano, percussion et électroacoustique.
- Inaugural (2015) pour saxophone sopranino. (Ed. Delatour)
- Parietal (2014) pour saxophone baryton. (Ed. Delatour)
- Souffle Nacré (2014) pour cor de basset et accordéon.
- Transversal (2013) pour 2 hautbois.
- Discoïdal (2012) pour saxophone Ténor.(Ed. Resolute Music)
- Chaman (2012) pour quatuor de     saxophones basses et électronique.
- Ancestral (2012) pour saxophone basse,Tam et électronique. (Ed. Delatour)
- Birds (2011) pour saxophone alto et bande électroacoustique (Ed. Leduc)
- Rouages (2011) pour saxophone alto et bande électroacoustique (Ed. Leduc)
- Songes (2011) pour saxophone alto et bande électroacoustique (Ed. Leduc)
- Sanctuaire (2009) Concerto pour saxophone et orchestre.
- Chant de l'éveil (2009) pour 2 saxophones et percussion.
- Trichromie (2006) pour 3 saxophones soprano (Ed. Tempéraments)
- Instantanés (2006) pour 7 instruments
- Sourcier-Sorcière (2005) pour saxophone, percussion et électronique
- Abyssal (2003) pour 5 instruments et électronique (Ed. Tempéraments)
- Chanvre (2002) pour piano, percussion et électronique
- Desde lo Hondo (2002) pour saxophone, accordéon, percussion et électronique
- Artificiel (2001) pour flûte, saxophone, percussion et électronique (Ed. Tempéraments)
- Voix-Visages (2000) pour 8 instruments
- Confluences (1999) pour 4 instruments et électronique
- Toiles (1998) pour 4 instruments (Ed. Tempéraments)
- Triedre (1998) pour voix, flûte, saxophone et électronique (Ed. Tempéraments)
- Tempus fugit (1998) pour Bande électroacoustique
- Récifs (1997)pour orchestre
- Recordare (1996) pour 8 instruments
- Digital (1995) pour saxophone soprano. (Ed. Leduc)
- Aérienne (1994) pour 5 instruments (Ed. Tempéraments)
- Spot (1993) pour Bande électroacoustique
- Polychrome (1993) pour 12 saxophones
- Eclisses (1993) pour Trio à cordes
- Luz (1992) pour trompette et piano
- Offshore (1990) pour quatuor de saxophone (Ed. Fuzeau)
- Lunaire (1990) pour 10 clarinettes (Ed. Fuzeau)
- Concerto-Etoiles (1989) pour ensemble de chambre (Ed. Fuzeau)
- Drama (1989) pour ensemble de chambre
- Rencontres (1988) pour chœur et pour ensemble instrumental
- Sources (1988) pour ensemble de chambre
- Trimaran (1988) pour 3 percussions (Ed. Fuzeau)
- Etna (1987) pour ensemble de chambre
- Transparence (1987) pour orgue
- Hypnose (1986) pour flûte et guitare (Ed. Fuzeau)[4]